# Norman MacCaig
Norman Alexander MacCaig est un poète écossais né à Édimbourg le 14 novembre 1910 et mort à Édimbourg le 23 janvier 1996.

## Biographie
Norman MacCaig (de son nom de plume, son patronyme officiel étant McCaig) naît le 14 novembre 1910 à Édimbourg. En 1940, il épouse Isabel Munro qu'il a rencontré alors qu'il étudiait les lettres classiques à l'université d'Édimbourg. Elle décède à l'automne 1990. 
Objecteur de conscience pendant la Seconde Guerre mondiale, MacCaig est brièvement emprisonné, mais vite relâché. Durant la guerre, la réprobation à l'encontre de ceux qui refusent de se battre pour des raisons idéologiques l'empêche d'exercer son métier d'enseignant, et il se voit forcé de se rabattre sur des emplois pour lesquels il est surqualifié (assistant jardinier, par exemple). 
Il commence sa carrière poétique en publiant deux recueils de poésie surréaliste, Far Cry (1943) et The Inward Eye (1946), qui le rattachent au mouvement nommé la New Apocalypse. Ces deux recueils (publiés sous le nom de McCaig), s'ils contiennent déjà en germe le style caractéristique du futur MacCaig, sont bientôt reniés par leur auteur qui les juge obscurs et prétentieux (une anecdote amusante : MacCaig a souvent dit au cours d'interviews qu'il avait pris conscience de la qualité douteuse de ses premiers essais poétiques à cause d'un ami qui, ayant lu ses premiers recueils, lui avait demandé quand il comptait publier les réponses.)
Les recueils suivants, à commencer par Riding Lights (1955) sont marqués par un style infiniment plus sobre éclairé par un don pour le choix de l'image juste. 
En 1965, il devient Fellow in Creative Writing (professeur d'écrits poétiques) à l'université d'Édimbourg et ce jusqu'en 1969. Dans les années 1970-72 MacCaig devient Lecturer in English Studies (enseignant en études anglaises) à l'université de Stirling. De 1972 à 1977,  il est Reader in Poetry (enseignant en poésie).
En 1986, il obtient la médaille d'or de la reine pour la poésie. La place de MacCaig dans la littérature écossaise est unique. Devancé par Robert Burns dans l'imaginaire collectif, il s'impose comme un écrivain moderne. N'ayant pas de convictions religieuses, sa poésie est imprégnée de la gravité de la tradition presbytérienne.